# Chantelle Bell
Chantelle Bell är en brittisk entreprenör som har placerats högt på rankinglistor av Forbes och Financial Times.

## Utbildning
Mellan 2012 och 2016 studerade Bell genetik vid University of Essex. Mellan 2016 och 2017 gick Bell på University of Cambridge som kandidatstudent i Bioscience Enterprise. 

## Karriär
Bell grundade tillsammans med Anya Roy företaget Syrona Women medan de studerade Bioscience Enterprise vid Cambridge University.
Syrona är en typ av graviditetstest som tillåter kvinnor att testa sig för livmoderhalscancer hemma.  Företaget har varit inblandade i startprogram som Cambridge Judge Business School, Pitch@Palace, och Accelerace. Syrona mottog finansiering från Pitch@Palace (2017), Grant (2017) och Bethnal Green Ventures (2018).

## Utmärkelser
Bell och hennes medgrundare Roy har vunnit priser från AccelerateHER Scotland, Tata, och Bethnal Green Ventures. År 2018 utnämndes Bell som en av Forbes Top 50-kvinnor i Tech for Europe. Bell placerades även av Financial Times på listan över "de 100 största etniska ledarna i teknik."